# Ippolito Scarsella
Scarsellino ou Ippolito Scarsella (Ferrare, 1550 ou 1551 - Ferrare, 1620) est un peintre maniériste italien de l'école de Ferrare. Ses paysages aux thèmes sacrés et profanes anticipent fortement les traditions de la peinture de paysage du XVIIe siècle.

## Biographie

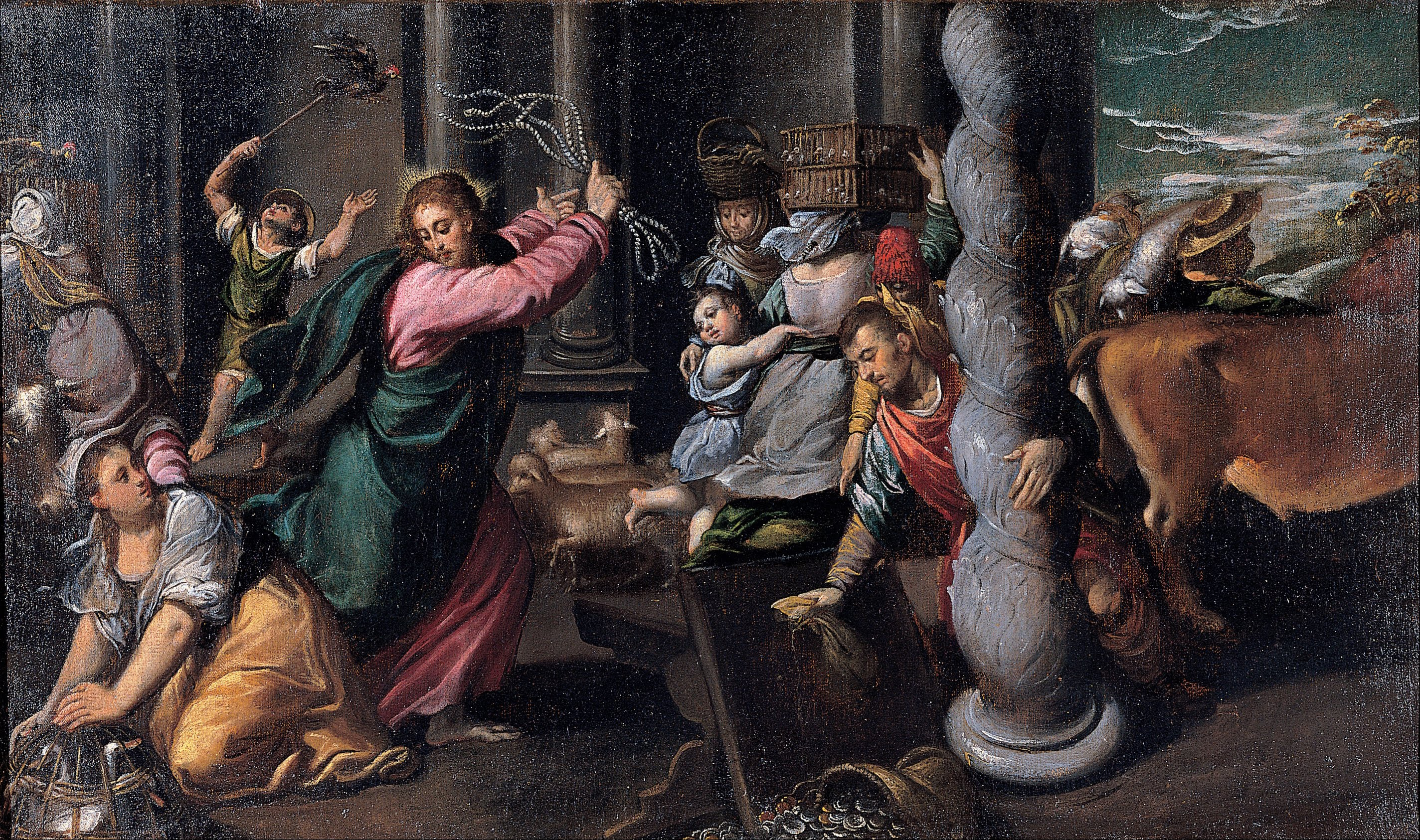
Les marchands chassés du temple.

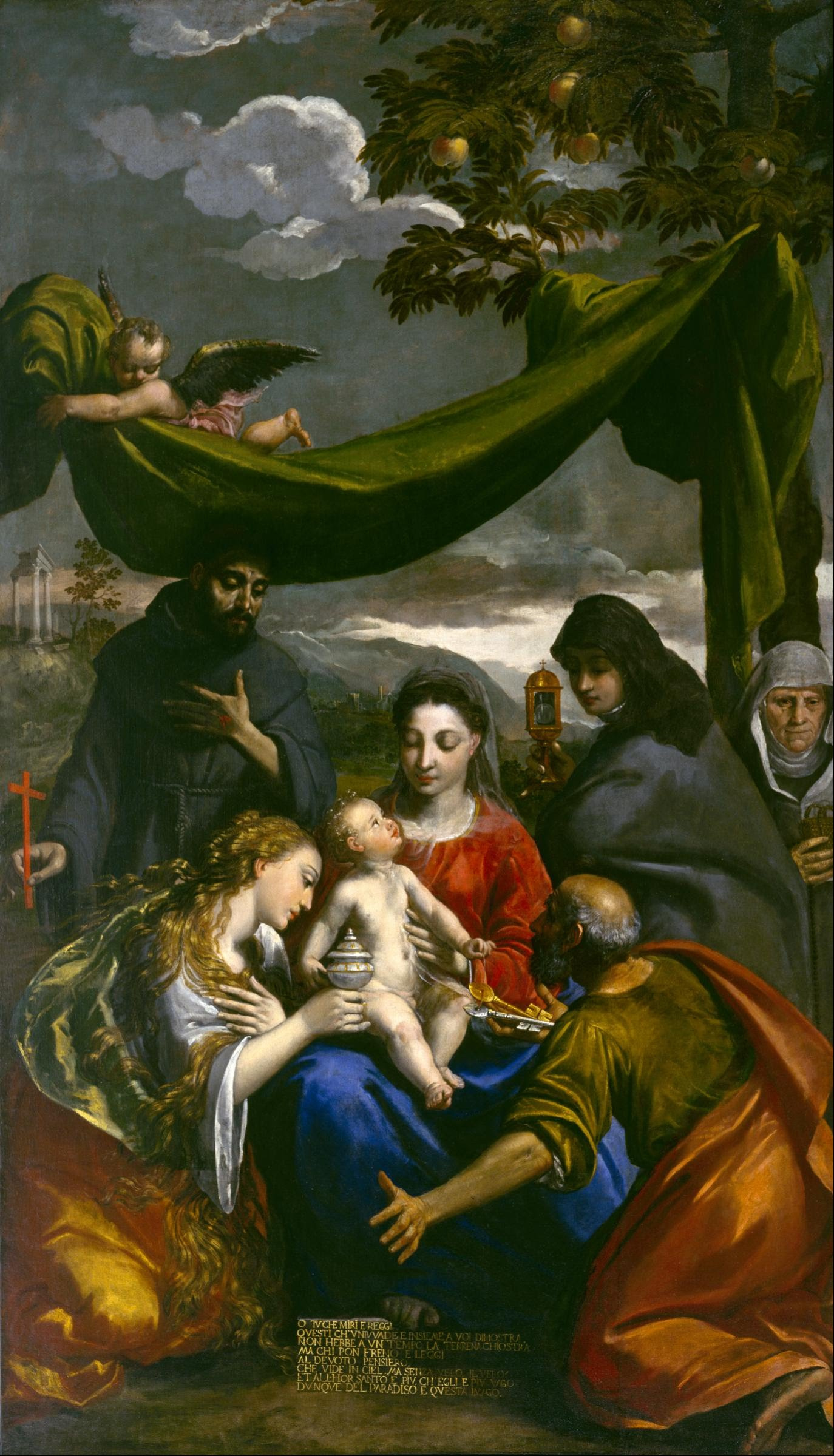
Vierge à l'Enfant avec les saints Marie-Madeleine, Pierre, Claire, François et une abbesse.

Ippolito Scarsella est né et mort à Ferrare vers 1550. Son père était le peintre moins connu Sigismondo Scarsella, dont on ne se souvient cependant d'aucune œuvre importante. Celui-ci, plus particulièrement connu pour ses talents d'architecte, lui fait connaitre la peinture, s'occupe de ses aspirations et le pousse vers son futur métier.
A 17 ans, Scarsella quitte Ferrare. Une première visite à Bologne n'est pas certaine. En revanche, un séjour assez long à l'atelier Véronèse, opérant à Venise, est avéré, où le peintre rencontre d'autres peintres de la grande école vénitienne. Il y assimile le style maniériste et la révolution du mouvement et de la couleur imposée par Titien. De retour à Ferrare, Scarsella commence à travailler à son compte et ouvre sa propre boutique. Ce sont les dernières années du gouvernement de la dynastie Este.
Scarsellino travaille aux côtés des frères Carracci au Palazzo dei Diamanti à Ferrare. L'artiste ferrarais et les peintres bolonais ont exercé une influence réciproque les uns sur les autres. Pour ne citer qu'un exemple parmi tant d'autres, le Martyre de Sainte Marguerite de Ludovico Carracci de 1616 pour l'église San Maurizio à Mantoue s'inspire de la peinture de Scarsellino sur le même sujet, exécutée cinq ans auparavant pour l'Oratoire de Sainte Marguerite à Ferrare.
Peintre inspiré et vif son nom est rapidement associé à un grand nombre d'œuvres. Peut-être en raison de la grande quantité d'œuvres laissées derrière lui, les critiques n'ont jamais pleinement apprécié son talent.
La plupart des peintures sont commandées par des instituts religieux et, à Ferrare, il est facile de trouver des œuvres de Scarsellino dans les grandes églises. Mais les œuvres de son atelier sont dispersées aux quatre coins du monde, sans oublier les tableaux perdus, volés ou détruits pendant la Seconde Guerre mondiale. Cependant, la quantité n'a presque jamais nui à la qualité.
Scarsellino meurt le 28 octobre 1620 chez un barbier, encore savonneux, étouffé par les mucosités et la toux.
L'un de ses élèves les plus importants est Costanzo Cattani.
Un grand nombre de ses œuvres sont à la galerie Borghese de Rome, considérés comme de véritables chefs-d'œuvre de l'art maniériste : Le Bain de Vénus, Diane et Endymion, Vénus et Adonis
Le bombardement de Dresde a détruit deux de ses toiles : la Fuite en Égypte et la Sainte Famille.

## Style
Scarsellino est un peintre de chevalet ainsi qu'un artiste de fresque. Il peint souvent le même sujet avec des variantes, dans une gamme de formats et de supports différents. Ses premières œuvres montrent les influences de divers styles contemporains. Il s'est d'abord inspiré des figures élégantes de Parmigianino (1503-1540), introduites à Ferrare par Girolamo da Carpi (1501-vers 1557). Plus tard, il se démarque de cette vision intellectuelle et très formelle du maniérisme en se tournant vers l'univers magique et captivant de Dosso Dossi. Pendant son séjour à Venise, il a été initié aux œuvres tardives de Giorgione et à celles de Véronèse et Titien, qui ont eu une influence importante sur son travail.
Sa peinture est de grande qualité, imprégnée du style maniériste tardif en vogue à l'époque.

## Œuvres

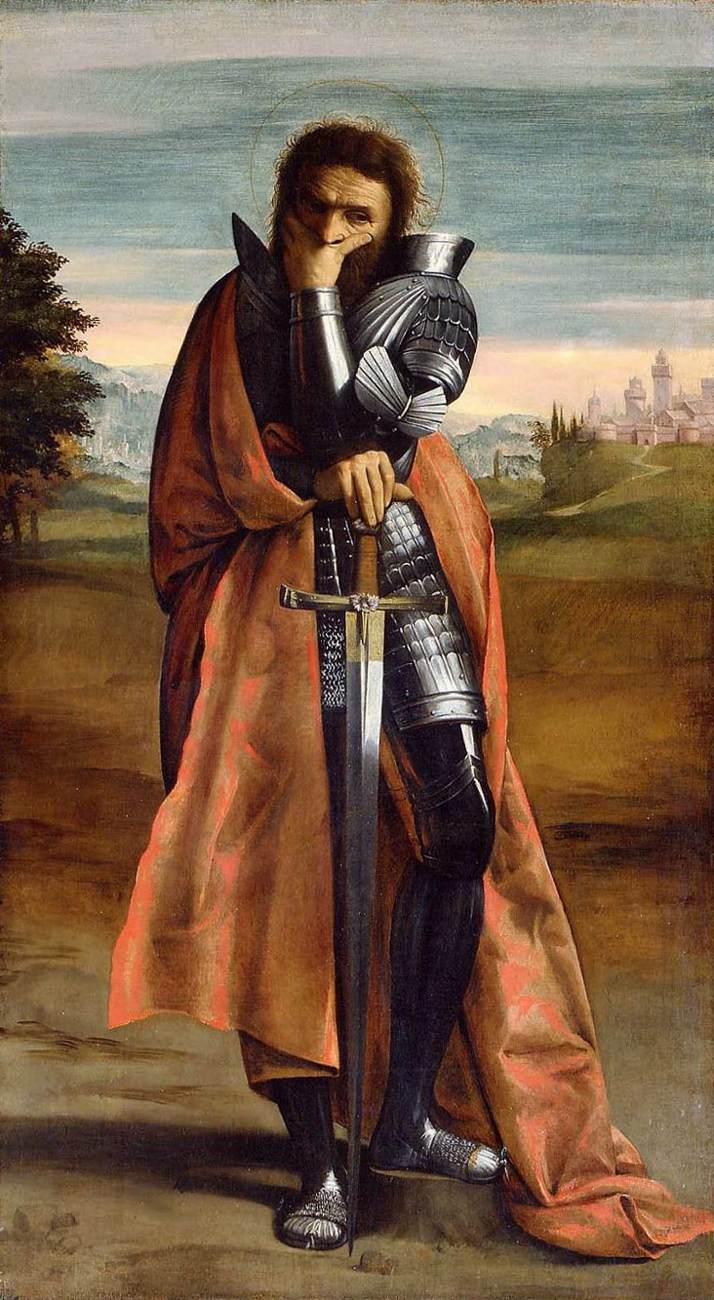
Saint Démétrios.

- Le Chemin de Croix, Musée des Beaux-Arts (Boston)
- Le Martyre de saint Venanatius de Camerino, Houston
- La Renommée conquérant le Temps, Wadsworth Atheneum, Hartford (Connecticut)
- Annonciation, Musée Diocésain, Carpi
- La Vierge adorée par les saints (1609), Metropolitan Museum of Art, New York[1]
- Paysage avec Abraham et Isaac, Oxford
- Apollon, MFA, Musée des beaux-arts, San Francisco
- Vierge et saints  (v. 1600), MFA, Houston
- Adoration des mages (v. 1600), musées du Capitole, Rome
- Naissance de la Vierge (1605), collégiale Santa Maria Maggiore, Pieve di Cento
- La Vierge et l'Enfant avec les Saints (vers 1600), Musée des Beaux-Arts de Houston
- Madonna della Ghiara, (1607), église San Adriano III, Spilamberto
- Nativité de la Vierge, Musées du Capitole, Rome
- Baptême du Christ, Musées du Capitole, Rome
- Fuite en Égypte, Musées du Capitole, Rome
- Expulsion des marchands du temple, Musées du Capitole, Rome
- Scène allégorique, Palazzo dei Diamanti, Ferrare
- Saint Démétrios, musée des beaux-arts de Boston
- La Visitation de Sainte Élisabeth, Pinacothèque des Musées du Vatican, Cité du Vatican
- Vierge et anges implorant le Christ de ne point punir la Luxure, l'Avarice et la Fierté, Vatican
- Le Jugement de Pâris, musée des Offices, Florence
- Le Massacre des Innocents (vers 1600-1610), musée des beaux-arts de Nîmes
- Vierge en gloire avec l'enfant et saints Rocco et Lodovino Bertrando, église S. Domenico, Ferrare
- Saint Charles Borromée en prière, église S. Domenico, Ferrare
- Saint Laurent martyr, saint François et un dévot, cathédrale Saint-Georges de Ferrare
- Lot et ses filles, collection privée, Italie
- Le Massacre des Innocents, 1620, Musée Civique de Modène
- Saint Michel Archange se bat contre Satan avec Saint Jean le Majeur et Alessandro Mastellari, Civic Art Gallery, Pieve di Cento
- Madone du Rosaire, commandée par Francesco Bevilacqua et Virginia Turchi, église Saints Martino et Severo, Crespino